# Каули
Каули е бразилски професионален футболист, който играе за Лудогорец (Разград) на поста полузащитник.

## Кариера
Започва своята кариера в отбора на Фортуна Кьолн през 2014 г. Там играе до 2017 г., след което подписва с Дуисбург. За тях изиграва 55, в които отбелязва 10 гола. През сезон 2019-20, той подписва с Падерборн. Подписва с Лудогорец (Разград) на 13 януари 2020 г.

## Успехи

### Лудогорец
- Първа лига (2): 2019-20, 2020-21
- Суперкупа на България (1): 2021